# Эскироль, Жан-Этьен Доминик
Жан-Этьен Доминик Эскироль (Jean-Étienne Dominique Esquirol; 3 февраля 1772, Тулуза — 12 декабря 1840, Париж) — французский психиатр, автор первого научного руководства по психиатрии, открыл первое официальное преподавание психиатрии во Франции, реформатор психиатрии.

## Биография

### Рождение, ранние годы. Образование
Эскироль, сын властного купца из Тулузы, начальника фондового рынка, с 1787 года — городского самоуправления, синдика (капитула), родился 3 февраля 1772 году в Тулузе, в Окситании, во Франции, там же окончил медицинский факультет.

### Становление
Эскироль приехал в Париж в 1796 году, на седьмом году революции, сильно бедствовал, слушал лекции знаменитого Корвизара, будущего лейб-медика Наполеона, и однажды, посетив Сальпетриер, познакомился с Пинелем. Позже, уже работая в больнице, он стал его любимым учеником, что решило его судьбу. Для того, чтобы Жан занялся углубленным изучением душевных расстройств в соответствующей окружающей обстановке, Пинель по имеющимся сообщениям обеспечил благополучие для дома и сада на Рю де Бюффон, где Эскироль создал дом престарелых или частный приют (благотворительное учреждение для инвалидов, одиноких, психически больных) в 1800, таким образом открыв 1-ю частную лечебницу для душевнобольных в Париже. Приют был весьма успешным и оценивался в 1810 году как один из трех лучших подобных учреждений в Париже.
Пинель скоро оценил по достоинству талантливого молодого врача, широко пользуясь его помощью, подготовляя к печати свой «Медико-философский трактат» в 1802. Конечно, не без советов учителя, заканчивает Жан-Этьен в 1805 свою диссертацию «Страсти (аффекты), рассматриваемые как причины, симптомы и способы лечения душевного расстройства». Он, как Пинель, считал, что возникновение психических заболеваний заключается в сильных душевных волнениях и был убежден, что безумие не в полной мере и поправимо влияет на разум пациента.

### Расцвет, зрелые годы

#### Ординатура в Сальпетриере.Медикализация.Мономания

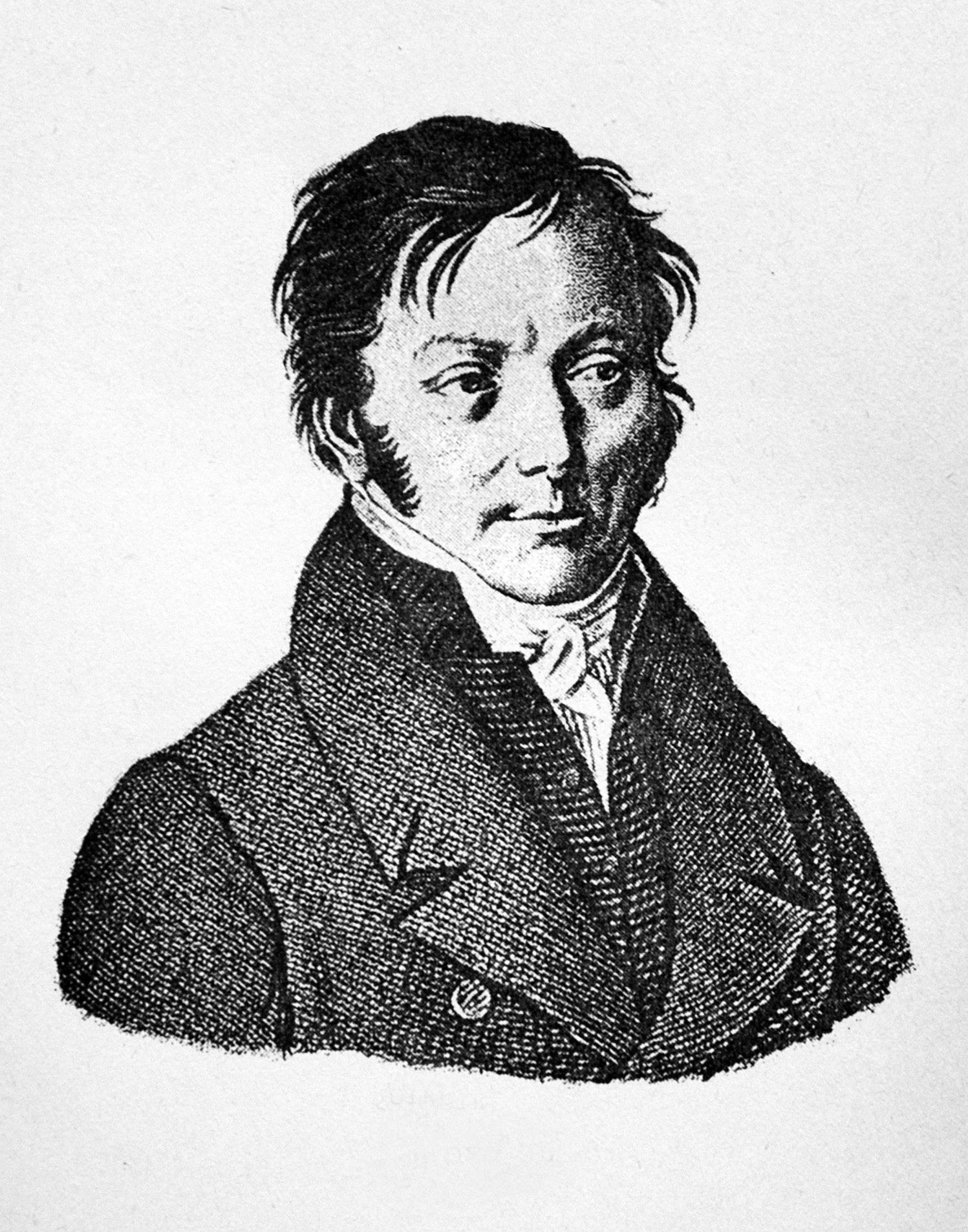
Жан-Этьен Доминик Эскироль

Жан-Этьен Доминик Эскироль был назначен врачом-ординатором в Сальпетриер в 1811 году, после смерти Жан-Батиста Пуссина, доверенного ассистента Пинеля. Пинель Эскироля выбрал потому, что он был

«врач… преданный исключительно изучению душевных расстройств»,

утверждая, что из-за его многолетнего опыта работы в доме престарелых он был единственным подходящим человеком.

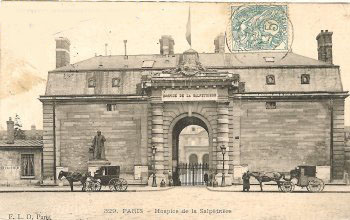
Сальпетриер

Эскироль видел вопрос помешательства как организационный и национальный, что позже отразилось в стремлении к медикализации. Это особенно правильно для бедных, где он понимал, что государство, с помощью врачей, играет важную роль. Кроме того, он видел важную роль врачей по уходу за людьми, обвиняемыми в совершении преступлений, которые были объявлены не несущими ответственность по причине невменяемости. В публичных спорах по этому вопросу он поощрял диагноз «мономания». Играя такую активную роль в этих вопросах общественной жизни, его слава затмила своего учителя Пинеля.

#### Первое официальное преподавание психиатрии во Франции
В 1817 году при реставрации Бурбонов, Эскироль начал курс душевных болезней в импровизированном помещении столовой Сальпетриер, который завоевал с этого года громкое имя храма науки. Это первое официальное преподавание психиатрии во Франции. На тот момент он не был ни профессором Парижского факультета, ни главным врачом в больнице Парижа, а лишь врачом-ординатором. Тем не менее Жан-Этьен был одним из клинических инструкторов, на чьи посещения больницы

«толпы студентов шли с возбуждением».

Эскироль имел много выдающихся студентов. Сальпетриер становится европейским центром невропсихиатрической мысли, подобно тому как это было позже, во времена Шарко. Сюда приезжают в последующие годы многочисленные немецкие врачи: Пиниц, первый директор «Зонвенштейна» в Саксонии, Гайнср, провозвестник идей Пинеля в Германии, Г. Дамеров, всю свою жизнь с благодарностью вспоминавший клинику Эскироля, Роллер, знаменитый основатель «Илленау», Блюмредер, Целлер и многие другие.
С 1823 Эскироль — профессор и генеральный инспектор медицинского факультета Парижского университета.
Интересно, что в Сальпетриере Эскироль лечил от помешательства философа Огюста Конта.

#### «О галлюцинациях у душевнобольных»
В этом же (1817) Жан-Этьен Доминик Эскироль установил различие между галлюцинациями и иллюзиями в докладе «О галлюцинациях у душевнобольных», восторженно приветствуемом Пинелем. Если иллюзия — неправильное искаженное или ложное мнимое восприятие предметов реальной действительности, то галлюцинация — это восприятие несуществующего в данное время и в данном месте реального предмета. То есть Эскироль определял галлюцинанта как человека, у которого существует убеждение, что он видит, слышит или как-то иначе воспринимает будто бы существующий предмет:

«Человек, который имеет глубокое убеждение в наличии у него в данный момент восприятия (фр. sensation), в то время как нет никакого внешнего объекта в пределах досягаемости его чувств, находится в состоянии галлюцинации: это визионер (от фр. visionnaire — фантазер, мечтатель)».

Также он ввел в психиатрию понятие ремиссии и разрабатывал принципы освидетельствования душевнобольных.

#### Поездка по психиатрическим больницам Франции
В 1810, 1814 и 1817 Эскироль, за свой счет, объездил заведения для сумасшедших по всей Франции. В 1818 после этих поездок он написал и представил краткую записку министру внутренних дел и опубликовал более подробные выводы в «Словаре медицинских наук». В этих статьях описано, в точных и страшных выражениях, в каких условиях жили безумные по всей Франции:

«Я посетил эти приюты злосчастья. Несчастные, в интересах которых я возвышаю свой голос, подвергаются обращению, худшему, чем преступники, и живут в обстановке, достойной зверей. Я видел их, покрытых лохмотьями, на соломе, которая служит для них единственной защитой от сырости каменного пола. Я видел их отданными на произвол настоящих тюремщиков, в узких кельях, в зловонии, прикованных к стенам подвалов, где постеснялись бы держать тех хищных животных, на содержание которых в столице государство не жалеет затрат. Вот, что я видел во Франции, и вот как содержатся душевнобольные почти повсеместно в Европе».

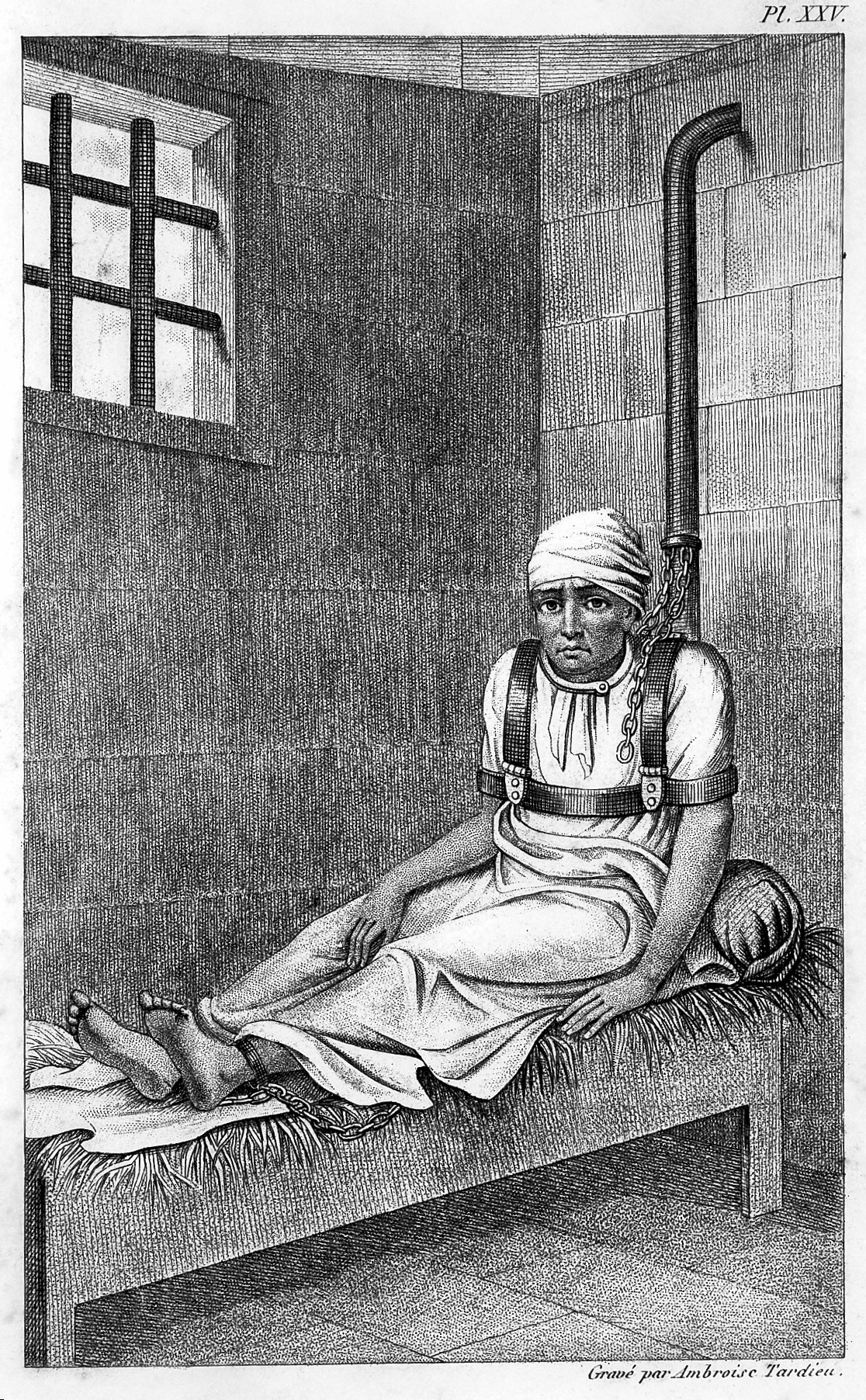
Вид душевнобольного Уильяма Норриса, в тюремной камере в Бедламе, где он сидел прикованный 12 (!) лет из в 1810-х, 25 гравюры книги «Des Maladies mentales considérées sous les rapports médical, hygiénique et médico-légal (О душевных болезнях, рассматриваемых в медицинских, гигиенических и судебно-медицинских отношениях)»

Они показывают, что реформы, проведенные в Париже, не проникли в провинцию. Вместе эти две статьи позже основали программу реформ, направленных на уровне и правительства, и медицинских работников.

#### Шарентон.Шведская королевская академия наук
В 1834 году он был избран иностранным членом Шведской королевской академии наук.

### Конец жизни, смерть

#### «О душевных болезнях». Ценные сведения о самоубийстве и эпилепсии
Незадолго до смерти в 1838 Жан-Этьен Доминик Эскироль издает своё главное произведение — «О душевных болезнях», переведенное почти на все европейские языки. Это первое научное руководство по психиатрии. С него видно, что Эскироль — один из основателей клинико-нозологического направления в психиатрии. Вот наглядное изображение всего содержания обоих томов этого труда:
I том:
1. О помешательстве.
2. О галлюцинациях.
3. Об иллюзиях.
4. О состояниях психического возбуждения.
5. О психических отклонениях у рожениц и кормящих.
6. Об эпилепсии.
7. Критическое окончание душевной болезни.
8. О липомании, или меланхолии.
9. О демономании.
10. О самоубийстве.

II том:
1. О мономании:
  1. мономания эротическая,
  2. " " резонирующая или без бреда,
  3. " " мономания опьянения,
  4. " " поджога,
  5. " " убийства.
2. О мании.
3. О слабоумии:
  1. слабоумие острое,
  2. " " хроническое.
  3. " " старческое,
  4. " " осложненное параличом.
4. Об идиотизме:
  1. имбецильность,
  2. идиотизм в тесном смысле слова,
  3. идиотизм кретинов-альбиносов.

Эскироль считал, что

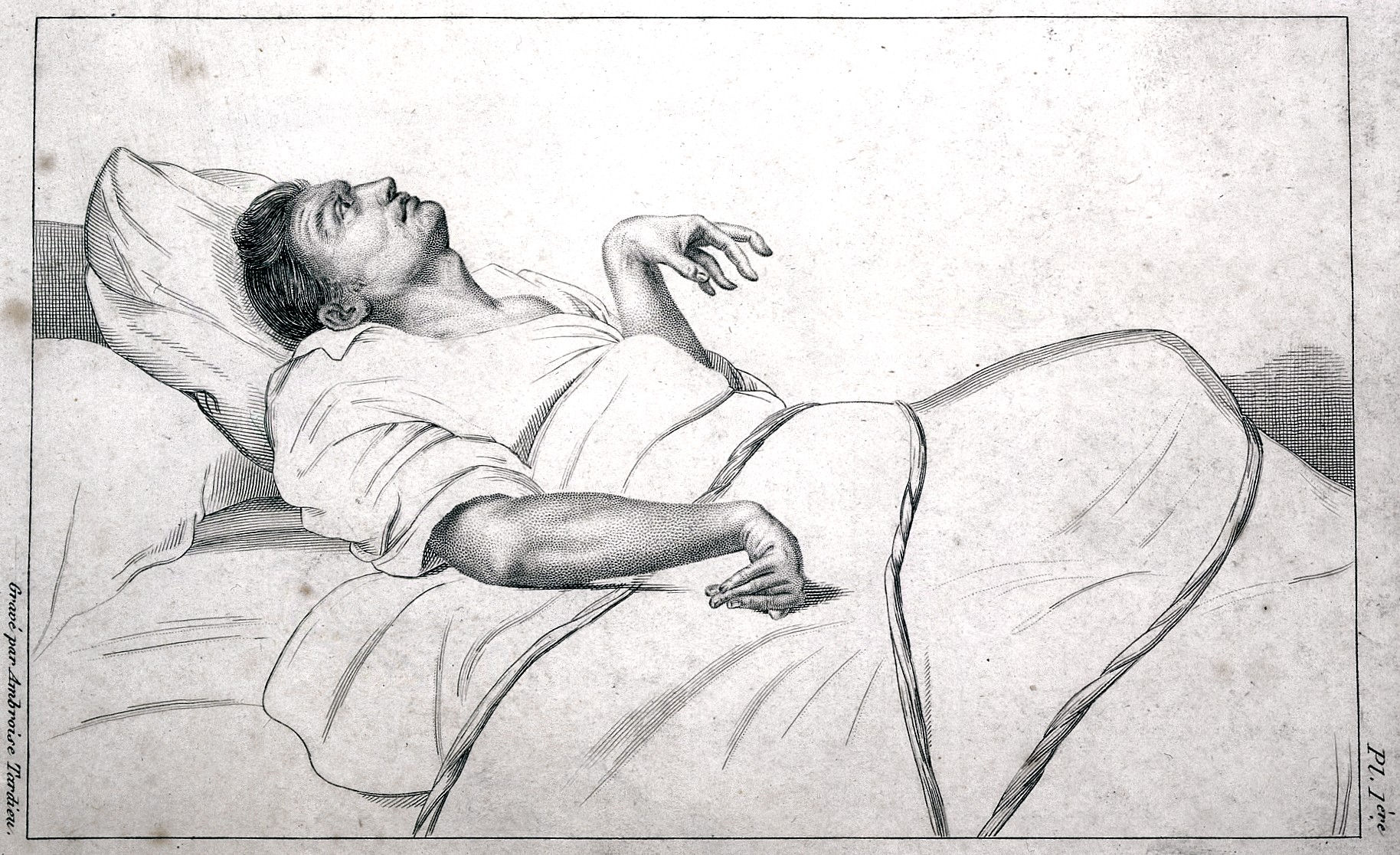
Эпилепсия из гравюры книги "Des Maladies mentales considérées sous les rapports médical, hygiénique et médico-légal (О душевных болезнях, рассматриваемых в медицинских, гигиенических и судебно-медицинских отношениях)

«… в самоубийстве проявляются все черты сумасшествия. Только в состоянии безумия человек способен покушаться на свою жизнь, и все самоубийцы — душевно больные люди …»

Кроме того, ещё в 1815 он использовал термин фр. «petit mal» (абсанс), описанный и тут (термин собственно «absence epileptique» употребил уже его ученик Л. Ф. Кальмейль (1824)). Здесь же он впервые описал на депрессию при эпилепсии и специфическую раздражительность эпилептиков, доводящую их «до гнева и столкновения с первыми встречными».

#### Классификации психических расстройств. Прогрессивный паралич. Слабоумие и идиотизм
Труд «О душевных болезнях» содержит одну из 1-х попыток классификации психических расстройств. Эскироль делил душевные болезни на следующие пять классов:
1. Липомания,
2. Мания,
3. Мономания,
4. Слабоумие,
5. Идиотизм.

Депрессия из гравюры книги "Des Maladies mentales considérées sous les rapports médical, hygiénique et médico-légal (О душевных болезнях, рассматриваемых в медицинских, гигиенических и судебно-медицинских отношениях)

Это — слегка расширенная классификация Пинеля. Липомания соответствует меланхолии Пинеля, точнее — тому её виду, который он называл tristimanie (от слова фр. triste — печальный), так как он различал ещё другой вид меланхолии — с экзальтацией. Эскироль определяет липоманию следующим образом: это мозговая болезнь, характеризующаяся частичным хроническим бредом без лихорадки; она поддерживается аффектами печали, бессилия, подавленности и ярко описывает соматический и психический статус больных, из чего видно, что это — описание депрессии. Так же ярко изображает Эскироль картины маниакального состояния.

Мания из гравюры книги «Des Maladies mentales considérées sous les rapports médical, hygiénique et médico-légal (О душевных болезнях, рассматриваемых в медицинских, гигиенических и судебно-медицинских отношениях)»

Наиболее оригинальная сторона системы Эскироля — это его учение о мономаниях. При мономании бред ограничивается одним предметом или небольшим числом их. Современная психиатрия, очевидно, трактовала бы их как паранойяльный синдром и импульсивные действия. Так, в мономании убийства

«импульс появляется мгновенно, внезапно и оказывается более сильным, чем воля; убийство совершается без всякого мотива, без всякого расчета и, чаще всего, жертвами делаются близкие люди».

Впервые в 1827, а в особенно ярко в 1834 году Жан-Этьен Доминик Эскироль описал больных с ОКР.
Слабоумие, есть поражение мозга с хроническим течением, с ослаблением интеллекта, с извращением чувств и воли. В одном из тех точных и ярких афоризмов, которые так были свойственны Эскиролю, он проводит различие между слабоумием и идиотизмом:

слабоумный лишился имущества, которым он когда-то владел, идиот был от начала беден.

Слабоумие может сочетаться с липоманией, манией, судорогами, цингой. Высказав мысль, что слабоумие, осложненное параличом — неизлечимо, Эскироль начал закладывать учение о прогрессивном параличе.
Эскироль, ещё в 1820. году описавший симптомы идиотии как отдельного состояния, рассматривал и её. Эскироль не только одним из первых вводит критерии четкого разграничения умственной отсталости, а предлагает классификацию её уровней. Первоначально он попытался использовать физические критерии, в частности размер и строение черепа, но эти попытки не имели успеха. Для обозначения более легкой формы идиотии. Эскироль ввел понятие «имбецилизм». До Эскироля этот термин применялся в разных аспектах. В одних случаях он употреблялся как синоним термина «идиотия», в других — этим термином обозначалась клиническая группа слабоумия, соответствующая более позднему пониманию деменции.. Позже Эскироль сумел правильно установить тот факт, что особенности речевого развития индивидуума могли бы быть психологическими критериями для дифференциации уровней умственной отсталости (что и было использовано спустя полвека при разработке шкалы Бине-Симона (см. «Бине, Альфред» и «Симон, Теодор»)). Эскироль никогда не пытался работать с больными детьми, он считал обучение лиц с умственной отсталостью пустой тратой времени. Однако в 1837 году он поручил Сегену заняться индивидуальным воспитанием идиота, используя опыт Итара.. Сеген добился значительных успехов в этом деле. Тогда Эскироль предложил ему исследовать несколько слабоумных детей, находившихся в психиатрической лечебнице в Биссетре. Что касается деменции то, вероятно, одним из наиболее авторитетных ученых и в этой области был Жан-Этьен Эскироль. В его книге «О душевных болезнях» представлен список «причин» данного состояния:
1. Нарушения менструального цикла;
2. Последствия родов;
3. Черепно-мозговая травма;
4. Старение;
5. Атактическая лихорадка;
6. Операции на геморроидальных узлах;
7. Мания, в частности величия
8. Паралич;
9. Апоплексия;
10. Сифилис;
11. Отравления ртутью;
12. Переедание;
13. Алкоголизм;
14. Мастурбация;
15. Несчастная любовь;
16. Страх;
17. Политическая нестабильность;
18. Нереализованные амбиции;
19. Бедность;
20. Семейные проблемы;

Много пунктов данного списка фантастичны. Вместе с тем, он точно отражает логику медиков начала XIX века. Как популяризатор и наблюдатель Эскироль был непревзойденным. Вот как выглядит его описание деменции:

«Мозговое заболевание, характеризующееся расстройствами чувствительности, ума и воли… Дементный пациент утрачивает те преимущества, которыми он наслаждался ранее; это своего рода бедняк, который в прошлом был зажиточным».

В целом такое описание соответствует действительности и на сегодняшний день.

Деменция из гравюры книги "Des Maladies mentales considérées sous les rapports médical, hygiénique et médico-légal (О душевных болезнях, рассматриваемых в медицинских, гигиенических и судебно-медицинских отношениях)

Согласно Эскиролю психические болезни ни в чём не отличаются от других болезней. Психозы имеют преходящие характерные симптомы, отличаются периодическим течением и неопределенной продолжительностью. Выделяя пять форм психозов, Эскироль считал, что один больной в течение своей болезни может пройти через все их формы. Эскироль оказал влияние на Гризингера (теория единого психоза), который соединил направление Эскироля с психологией Гербарта и создал систему психиатрии.

### «Закон30 июня1838»
До последних дней он много содействовал улучшению быта душевнобольных, более гуманному обращению с ними в заведениях и устранению жестоких способов усмирения их, крайне распространенных в те времена. Созданная в 1838 программа состояла из 4 пунктов:
1. Во-первых, душевные расстройства должны лечить в специализированных больницах врачи, имеющие специальную подготовку.
2. Во-вторых, чтобы реформа вела к распространению успехов, достигнутых в Париже, в провинции.
3. В-третьих,

«сумасшедший дом — орудие исцеления».

Этим он предвосхищал лечебно-охранительный режим.
4. В-четвертых, Эскироль настаивал на медикализации:

«Врач должен быть ведущим жизненным началом в сумасшедшем доме. Именно он должен приводить все в движение… Врач должен быть наделен полномочиями власти, от которых никто не освобождается.»

По распоряжению министра внутренних дел, Эскироль после этого провел общенациональное обозрение, чтобы посетить все учреждения во Франции, где содержали психически больных. Здесь он во второй раз одним из первых применил статистические методы в исследовании психически больных.

## Оценки
По отзыву Кальбаума, психиатра XIX вв., он был:

«героем или гигантом, которому дано было заложить незыблемые основы психиатрической науки».

Ю. В. Каннабих, советский психиатр, в «Истории психиатрии» пишет:

«Энергичный преобразователь психиатрического дела, творец социально-правовой психиатрии, основатель психиатрической статистики, возвышающийся перед нами в огромном масштабе врача-общественника, Эскироль, однако, не менее велик, как клиницист».

## Память
1. В его честь назвали Хоспис Шарентон, где в 1862 ему воздвигнут памятник.
2. Специальный госпитальный Центр в Лиможе и улица Эскироля в Париже с 1864 носят его имя.

3. В 1897 году муниципалитет Тулуза в дань уважения разместил бюсты Эскироля и Пинеля в Зале выдающихся людей Капитоль де Тулуз. Также в Тулузе есть площадь, названная его именем.

## Список произведений
1. «Des passions. Considérées comme causes symptômes et moyen curatifs d'alienation mentale (Страсти (аффекты), рассматриваемые как причины, симптомы и способы лечения душевного расстройства)». — Париж, 1805.
  1. «Des passions. Considérées comme causes symptômes et moyen curatifs d'alienation mentale (Страсти (аффекты), рассматриваемые как причины, симптомы и способы лечения душевного расстройства)». — Париж: Reprint. Les Deux Mondes, 1980. — ISBN 2-903402-01-9.
  2. «Allgemeine und specielle Pathologie und Therapie der Seelenstörungen (перевод на немецкий)» (нем.). — Лейпциг: Hartmann, 1827.
2. «О галлюцинациях у душевнобольных» (неопр.). — Париж, 1817.
3. «Note sur la monomanie-homicide  (Заметка О мономание к убийству)» (болг.). — Париж: Ballière, 1830.
  1. «Note sur la monomanie-homicide  (Заметка О мономание к убийству)» (болг.). — Париж: Ballière, 1830.
4. «Aliénation mentale des illusions chez les aliénés (О психической болезни в виде иллюзий у душевнобольных)». — Париж, 1832.
  1. «Bemerkung über die Mord-Monomanie., Nürnberg  » (нем.). — Нюрнберг: Stein, 1831.
5. «Des Maladies mentales considérées sous les rapports médical, hygiénique et médico-légal (О душевных болезнях, рассматриваемых в медицинских, гигиенических и судебно-медицинских отношениях)». — Париж: Tircher, 1838. — С. т. 1‒2.
  1. « Die Geisteskrankheiten in Beziehung zur Medizin und Staatsarzneikunde (перевод на немецкий)» (нем.). — Берлин: Voß, 1838.

### Современные Эскиролю переводы на немецкий язык

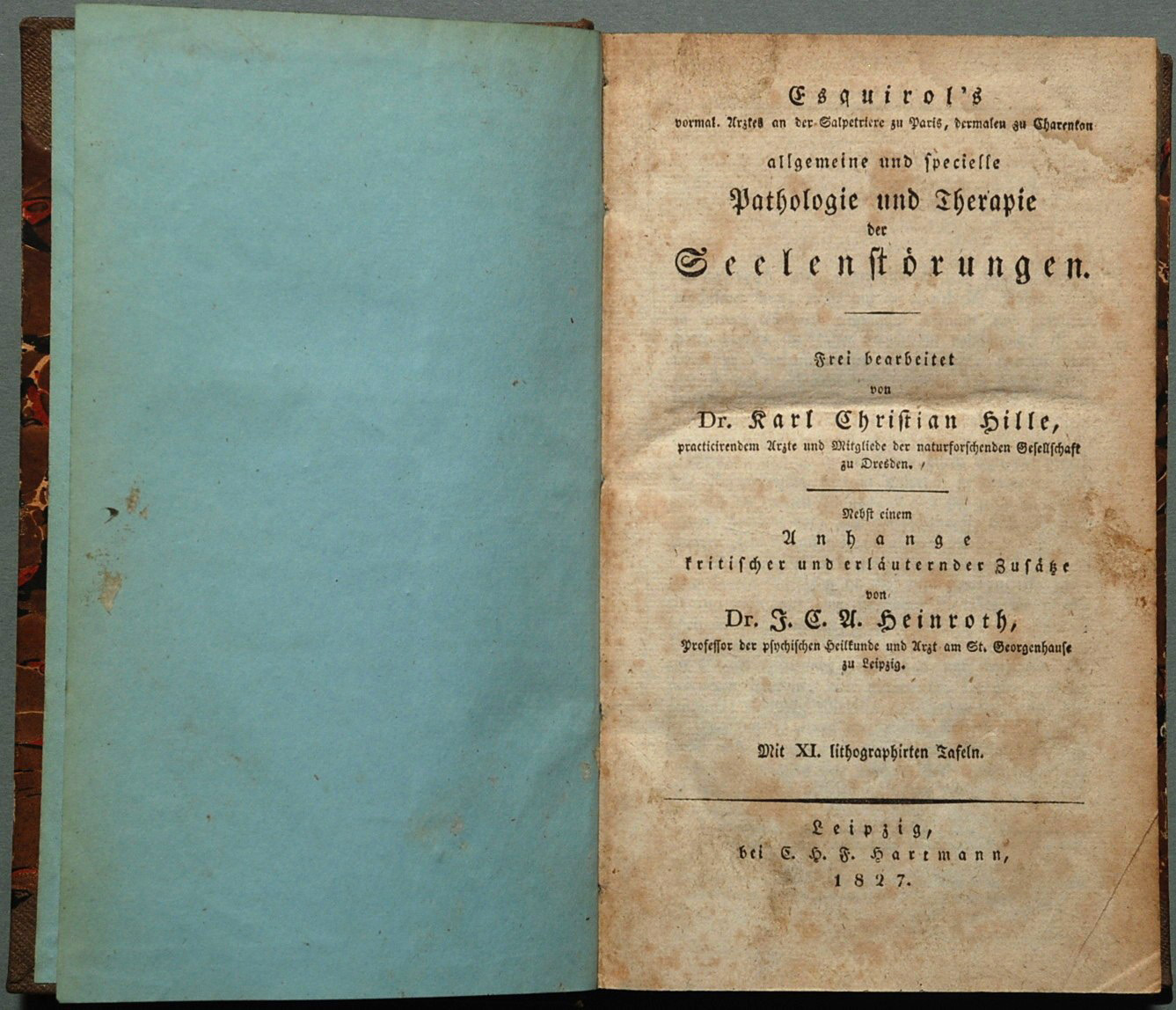
1827
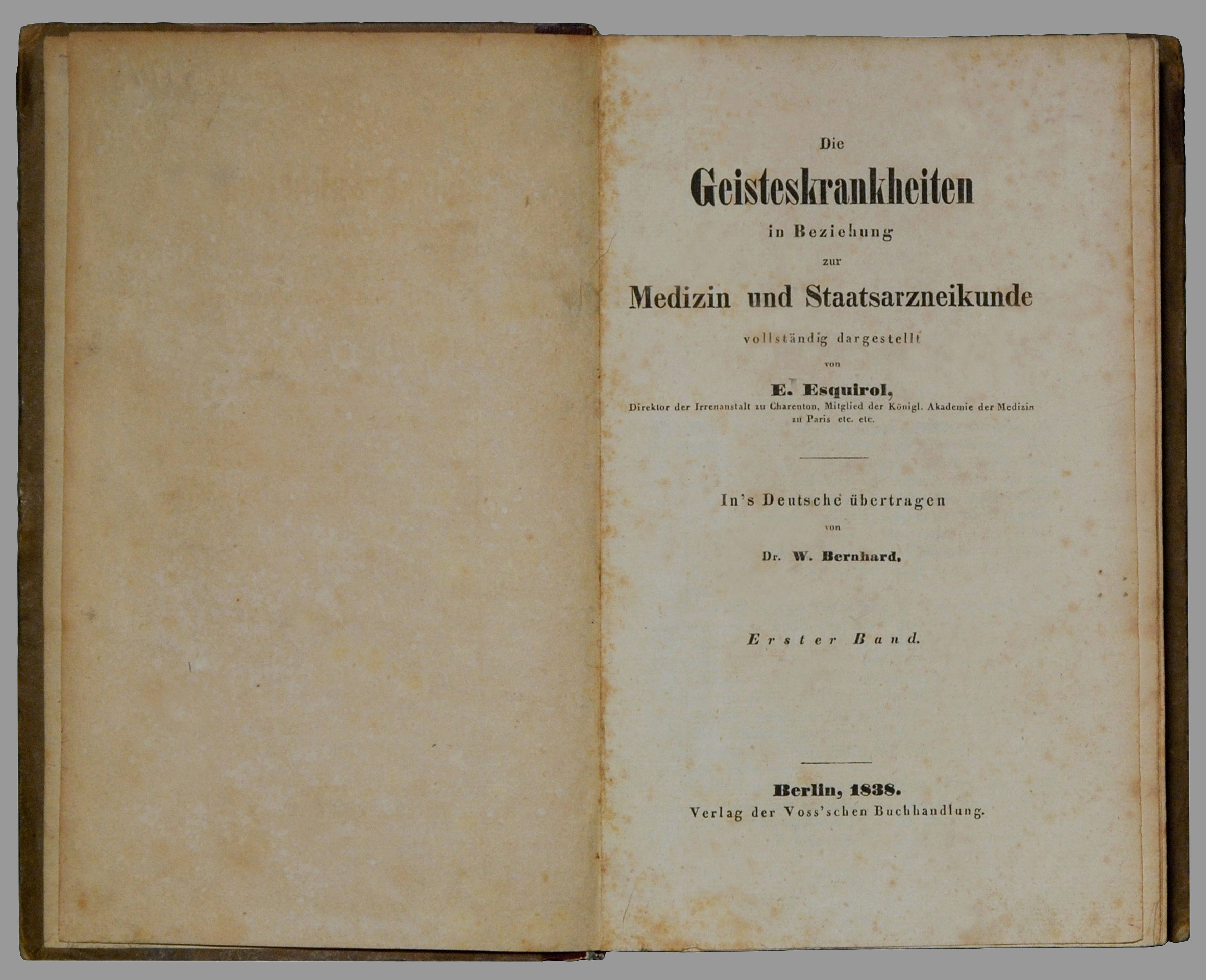
1838